# Yoshida Yutaka
Yoshida Yutaka (吉田 豊 Yoshida Yutaka, sinh ngày 17 tháng 2 năm 1990 ở Fujinomiya, Shizuoka) là một cầu thủ bóng đá người Nhật Bản hiện tại thi đấu cho Sagan Tosu.
Anh từng là thành viên của U-17 Nhật Bản thi đấu cho Giải vô địch bóng đá U-17 thế giới 2007.

## Thống kê câu lạc bộ
Cập nhật đến ngày 23 tháng 2 năm 2017.
| Thành tích câu lạc bộ | Thành tích câu lạc bộ | Thành tích câu lạc bộ | Giải vô địch | Giải vô địch | Cúp                   | Cúp                   | Cúp Liên đoàn | Cúp Liên đoàn | Tổng cộng | Tổng cộng |
| Mùa giải              | Câu lạc bộ            | Giải vô địch          | Số trận      | Bàn thắng    | Số trận               | Bàn thắng             | Số trận       | Bàn thắng     | Số trận   | Bàn thắng |
| Nhật Bản              | Nhật Bản              | Nhật Bản              | Giải vô địch | Giải vô địch | Cúp Hoàng đế Nhật Bản | Cúp Hoàng đế Nhật Bản | J. League Cup | J. League Cup | Tổng cộng | Tổng cộng |
| --------------------- | --------------------- | --------------------- | ------------ | ------------ | --------------------- | --------------------- | ------------- | ------------- | --------- | --------- |
| 2008                  | Ventforet Kofu        | J2 League             | 10           | 0            | 0                     | 0                     | -             | -             | 10        | 0         |
| 2009                  | Ventforet Kofu        | J2 League             | 23           | 0            | 2                     | 0                     | -             | -             | 25        | 0         |
| 2010                  | Ventforet Kofu        | J2 League             | 27           | 0            | 1                     | 0                     | -             | -             | 28        | 0         |
| 2011                  | Ventforet Kofu        | J1 League             | 24           | 0            | 2                     | 0                     | 1             | 0             | 27        | 0         |
| 2012                  | Shimizu S-Pulse       | J1 League             | 25           | 0            | 2                     | 0                     | 8             | 0             | 35        | 0         |
| 2013                  | Shimizu S-Pulse       | J1 League             | 28           | 1            | 1                     | 0                     | 5             | 0             | 34        | 1         |
| 2014                  | Shimizu S-Pulse       | J1 League             | 32           | 1            | 4                     | 0                     | 6             | 0             | 42        | 1         |
| 2015                  | Sagan Tosu            | J1 League             | 31           | 1            | 3                     | 0                     | 4             | 1             | 38        | 2         |
| 2016                  | Sagan Tosu            | J1 League             | 32           | 0            | 2                     | 0                     | 2             | 0             | 36        | 0         |
| Tổng                  | Tổng                  | Tổng                  | 232          | 3            | 17                    | 0                     | 26            | 1             | 277       | 4         |